# Distretto di Sorachi
Il distretto di Sorachi (空知郡?) è un distretto suddiviso tra le sottoprefetture di Kamikawa e Sorachi, Hokkaidō, in Giappone.
Attualmente comprende i comuni di Kamifurano, Minamifurano e Nakafurano nella Sottoprefettura di Kamikawa e di Kamisunagawa, Naie e Nanporo nella Sottoprefettura di Sorachi.
| Controllo di autorità | VIAF (EN) 253573878 · NDL (EN, JA) 00633020 |